# Kazimierz Suchocki
Kazimierz Suchocki (ur. 12 marca 1958 w Olecku) – polski niepełnosprawny sportowiec, wielokrotny medalista Igrzysk Paraolimpijskich, odznaczony dwukrotnie medalami "Za Wybitne Osiągnięcia Sportowe”.

## Życiorys
W wieku dwóch lat w wypadku stracił lewe podudzie. Od najmłodszych lat przejawiał zainteresowanie sportem. W 1977 ukończył Liceum Ekonomiczne w Łomży, podjął pracę i zapisał się do WZSSP "Start" w Białymstoku, obecnie Podlaskie Stowarzyszenie Sportowe Osób Niepełnosprawnych Start Białystok. Współautorami jego sukcesów byli trenerzy Kazimierz Mocarski i Sławomir Kamiński. Karierę sportową zakończył w 1989 roku. Obecnie zajmuje się ekologicznym gospodarstwem rolnym położonym w Giże, nad jeziorem Dudeckim, gdzie dorastał.

## Osiągnięcia

### Zimowe Igrzyska Olimpijskie w Innsbrucku 1984
- narciarstwo klasyczne 11. miejsce na 5 km.
- narciarstwo klasyczne 10. miejsce na 10 km.

### Igrzyska Olimpijskie w Nowym Jorku 1984
- złoty medal na 100 m – 12,87s. – rekord świata.
- złoty medal na 400 m – 1.01.09 – rekord świata.
- złoty medal 4x400 m
- srebrny medal 4x100 m
- brązowy medal w skoku wzwyż
- brązowy medal w skoku w dal

### Mistrzostwa Europy w Paryżu 1983
- złoty medal w skoku wzwyż – 175 cm.
- złoty medal na 100 m – 12,99s. – rekord świata.

### Mistrzostwa Polski
- Pływanie 78-81: 7 medali (1 sr. 6 br.)
- Lekka atletyka 80-89: 28 (22 zł, 5 sr. 1 br.)
- Pięciobój 81-84: 4 (4 zł.)
- Narciarstwo klasyczne 82-89: 7 (4 zł. 3 br.)